# 前607年
| 千纪： | 前1千纪 |
| 世纪： | 前8世纪 \| 前7世纪 \| 前6世纪 |
| 年代： | 前630年代 \| 前620年代 \| 前610年代 \| 前600年代 \| 前590年代 \| 前580年代 \| 前570年代                                                                                   |
| 年份： | 前612年 \| 前611年 \| 前610年 \| 前609年 \| 前608年 \| 前607年 \| 前606年 \| 前605年 \| 前604年 \| 前603年 \| 前602年                                                     |
| 纪年： | 周匡王六年 魯宣公二年 齊惠公二年 晉靈公十四年 秦共公二年 宋文公四年 楚庄王七年 衛成公二十八年 陈灵公七年 蔡文侯五年 曹文公十一年 郑穆公二十一年 燕桓公十一年 杞桓公三十年 |

## 大事記
- 晉靈公多次派人行刺趙盾，趙盾逃出晉都，趙穿殺晉靈公於桃園，趙盾回到都城後迎立公子黑臀為君，是為晉成公。

## 逝世
- 晉靈公夷皋
- 周匡王